# 2020. évi nyári paralimpiai játékok
A 2020. évi nyári paralimpiai játékok, hivatalos nevén a XVI. nyári paralimpiai játékok, amelyet 2020-ra terveztek, de a világjárvány miatt 2021-ben rendeztek meg Tokióban, Japán fővárosában, az olimpiai játékokat követően.
2020. március 24-én bejelentették, hogy a koronavírus-járvány miatt az paralimpiai játékokat elhalasztják, előreláthatólag egy évvel. Az esemény elnevezése nem változott. Március 30-án nyilvánosságra hozták, hogy az paralimpiát 2021. augusztus 24. és szeptember 5. között rendezik meg, nézők nélkül, üres lelátók előtt.

## Kiválasztás
A NOB 2013. szeptember 7-én választotta ki a rendező várost. A három pályázó közül az első fordulóban Tokió kapta a legtöbb szavazatot. Isztambul és Madrid azonos számú szavazatot kapott, ezért egy új szavazás volt, amelyen Isztambul 49-45 arányban nyert, így Madrid kiesett. A második fordulóban Tokió kapta a több szavazatot és nyerte el a rendezés jogát.
| A 2020-as nyári paralimpiai játékok rendezőjének kiválasztása | A 2020-as nyári paralimpiai játékok rendezőjének kiválasztása | A 2020-as nyári paralimpiai játékok rendezőjének kiválasztása | A 2020-as nyári paralimpiai játékok rendezőjének kiválasztása | A 2020-as nyári paralimpiai játékok rendezőjének kiválasztása |
| Pályázat                                                      | Ország                                                        | 1. kör                                                        | Plusz szavazás                                                | 2. kör                                                        |
| ------------------------------------------------------------- | ------------------------------------------------------------- | ------------------------------------------------------------- | ------------------------------------------------------------- | ------------------------------------------------------------- |
| Tokió                                                         | Japán                                                         | 42                                                            | –                                                             | 60                                                            |
| Isztambul                                                     | Törökország                                                   | 26                                                            | 49                                                            | 36                                                            |
| Madrid                                                        | Spanyolország                                                 | 26                                                            | 45                                                            | –                                                             |

## Helyszínek
A játékok a sportágaktól függően különböző helyszíneken kerülnek megrendezésre. 
| 2020. évi paralimpiai játékok helyszínei |                                                       |
| Helyszín                                 | Sportág                                               |
| Nemzeti Olimpiai Stadion                 | Atlétika és nyitó- és záróceremónia                   |
| Nippon Budókan                           | Judo                                                  |
| Tokiói Lovaspark                         | Lovaglás                                              |
| Tokiói Nemzetközi Fórum                  | Erőemelés                                             |
| Tokyo Metropolitan Gymnasium             | Asztalitenisz                                         |
| Yoyogi Nemzeti Gimnázium                 | Tollaslabda, kerekesszékes rugby                      |
| Musashino Sport Pláza                    | Kerekesszékes kosárlabda                              |
| Aomi                                     | 5 fős futball                                         |
| Ariake Aréna                             | Kerekesszékes kosárlabda                              |
| Ariake Coliseum                          | Kerekesszékes tenisz                                  |
| Yumenoshima                              | Íjászat                                               |
| Makuhari Messe                           | Goalball, ülőröplabda, taekwondo, kerekesszékes vívás |
| Tokyo Aquatics Centre                    | Úszás                                                 |
| Ariake Gymnastics Centre                 | Boccia                                                |
| Tokyo Gate Bridge                        | Kenu, evezés                                          |
| Camp Asaka                               | Lövészet                                              |
| Izu Velodrome                            | Kerékpár                                              |
| Fuji Speedway                            | Kerékpár                                              |

## Sportágak
22 sportág lett eddig meghirdetve a játékokra.
| Íjászat                  |
| Atlétika                 |
| Tollaslabda              |
| Bocsa                    |
| Kerékpár                 |
| Lovaglás                 |
| 5 fős futball            |
| Csörgőlabda              |
| Judo                     |
| Kenu                     |
| Triatlon                 |
| Erőemelés                |
| Evezés                   |
| Sportlövészet            |
| Ülőröplabda              |
| Úszás                    |
| Asztalitenisz            |
| Taekwondo                |
| Kerekesszékes kosárlabda |
| Kerekesszékes vívás      |
| Kerekesszékes rögbi      |
| Kerekesszékes tenisz     |

## Részt vevő nemzetek
- Afganisztán
- Algéria
- Angola
- Antigua és Barbuda
- Argentína
- Örményország
- Ausztrália
- Ausztria
- Azerbajdzsán
- Bahrein
- Barbados
- Fehéroroszország
- Belgium
- Benin
- Bermuda
- Bosznia-Hercegovina
- Brazília
- Brunei
- Bulgária
- Burkina Faso
- Burundi
- Kambodzsa
- Kamerun
- Kanada
- Zöld-foki Köztársaság
- Közép-afrikai Köztársaság
- Chile
- Kína
- Kolumbia
- Comore-szigetek
- Costa Rica
- Elefántcsontpart
- Horvátország
- Kuba
- Ciprus
- Csehország
- Dánia
- Kongói Demokratikus Köztársaság
- Dzsibuti
- Dominikai Köztársaság
- Ecuador
- Egyiptom
- Salvador
- Észtország
- Etiópia
- Finnország
- Franciaország
- Gabon
- Gambia
- Grúzia
- Németország
- Ghána
- Nagy-Britannia
- Görögország
- Guatemala
- Bissau-Guinea
- Haiti
- Honduras
- Hongkong
- Magyarország
- Izland
- India
- Indonézia
- Irán
- Irak
- Írország
- Izrael
- Olaszország
- Jamaica
- Japán
- Jordánia
- Kazahsztán
- Kenya
- Dél-Korea
- Kuvait
- Kirgizisztán
- Laosz
- Lettország
- Lesotho
- Libéria
- Líbia
- Litvánia
- Észak-Macedónia
- Madagaszkár
- Malajzia
- Mali
- Málta
- Mauritánia
- Mauritius
- Mexikó
- Moldova
- Mongólia
- Montenegró
- Marokkó
- Mozambik
- Mianmar
- Namíbia
- Nepál
- Hollandia
- Új-Zéland
- Nicaragua
- Niger
- Nigéria
- Norvégia
- Omán
- Pakisztán
- Palesztina
- Panama
- Pápua Új-Guinea
- Peru
- Fülöp-szigetek
- Lengyelország
- Portugália
- Puerto Rico
- Katar
- Románia
- Kínai Köztársaság
- Ruanda
- San Marino
- Szaúd-Arábia
- Szenegál
- Szerbia
- Sierra Leone
- Szingapúr
- Szlovákia
- Szlovénia
- Salamon-szigetek
- Dél-afrikai Köztársaság
- Spanyolország
- Srí Lanka
- Suriname
- Svédország
- Svájc
- Szíria
- Tajvan
- Tádzsikisztán
- Tanzánia
- Thaiföld
- Kelet-Timor
- Trinidad és Tobago
- Tunézia
- Törökország
- Türkmenisztán
- Uganda
- Ukrajna
- Egyesült Arab Emírségek
- Egyesült Államok
- Uruguay
- Üzbegisztán
- Venezuela
- Vietnám
- Amerikai Virgin-szigetek
- Zambia
- Zimbabwe

## Magyarország szereplése, eredményei
| Érem  | Versenyző                                   | Sportág             | Versenyszám                                | Dátum         |
| ----- | ------------------------------------------- | ------------------- | ------------------------------------------ | ------------- |
| Arany | Pálos Péter                                 | Asztalitenisz       | Férfi egyéni (S-11-es kategória)           | augusztus 29. |
| Arany | Ekler Luca                                  | Atlétika            | Női távolugrás (T-38-es kategória)         | augusztus 31. |
| Arany | Kiss Péter Pál                              | Kajak-kenu          | Kenu 200 m (KL-1-es kategória)             | szeptember 3. |
| Arany | Veres Amarilla                              | Kerekesszékes vívás | Női párbajtőr (A kategória)                | augusztus 26. |
| Arany | Illés Fanni                                 | Úszás               | Női 100 m mellúszás (SB-4-es kategória)    | augusztus 29. |
| Arany | Konkoly Zsófia                              | Úszás               | Női 100 m pillangóúszás (S-9-es kategória) | szeptember 2. |
| Arany | Pap Bianka                                  | Úszás               | Női 100 m hátúszás (S-10-es kategória)     | szeptember 2. |
| Ezüst | Osváth Richárd                              | Kerekesszékes vívás | Férfi egyéni tőr (A kategória)             | augusztus 28. |
| Ezüst | Konkoly Zsófia                              | Úszás               | Női 400 m gyorsúszás (S-9-es kategória)    | augusztus 25. |
| Ezüst | Konkoly Zsófia                              | Úszás               | Női 200 m vegyesúszás (SM-9-es kategória)  | szeptember 1. |
| Ezüst | Pap Bianka                                  | Úszás               | Női 400 m gyorsúszás (S-10-es kategória)   | szeptember 1. |
| Ezüst | Pap Bianka                                  | Úszás               | Női 200 m vegyesúszás (SM-10-es kategória) | szeptember 3. |
| Bronz | Szvitacs Alexa                              | Asztalitenisz       | Női egyéni (S-9-es kategória)              | augusztus 28. |
| Bronz | Varga Katalin                               | Kajak-kenu          | Kenu 200 m (KL-2-es kategória)             | szeptember 4. |
| Bronz | Krajnyák Zsuzsanna Hajmási Éva Dani Gyöngyi | Kerekesszékes vívás | Női tőr csapat                             | augusztus 29. |
| Bronz | Dávid Krisztina                             | Sportlövészet       | Légpisztoly 10 m (P-2-es kategória)        | augusztus 31. |

## Fordítás
- Ez a szócikk részben vagy egészben  a(z)   2020 Summer Paralympics című angol Wikipédia-szócikk fordításán alapul.  Az eredeti cikk szerkesztőit annak laptörténete sorolja fel. Ez a jelzés csupán a megfogalmazás eredetét és a szerzői jogokat jelzi, nem szolgál a cikkben szereplő információk forrásmegjelöléseként.